# Alex Winter

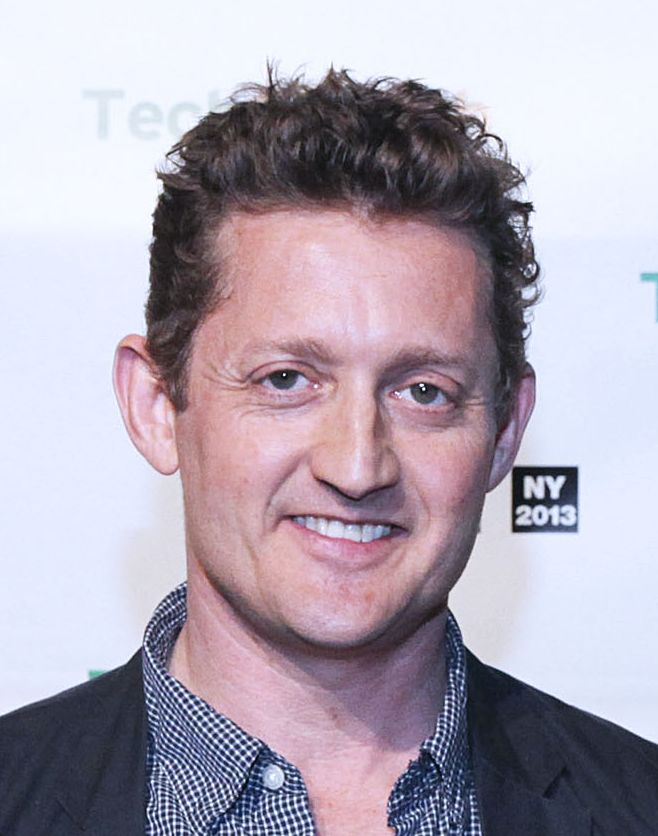
Alex Winter (2013)

Alexander Ross Winter (* 17. Juli 1965 in London) ist ein britisch-amerikanischer Schauspieler, Regisseur und Drehbuchautor. Größte Bekanntheit erlangte er durch die Rolle des Bill S. Preston in dem 1989 erschienenen Film Bill & Teds verrückte Reise durch die Zeit.

## Karriere
Winter wurde 1965 als Sohn der in New York geborenen Amerikanerin Gregg Mayer und des Australiers Ross Albert Winter geboren. Da seine Eltern erfolgreiche Tänzer waren, lernte er zunächst auch das Tanzen. Als er fünf Jahre alt war, wanderte die Familie nach Missouri aus.
1978 ging er nach New York und begann als Schauspieler zu arbeiten. 1983 wurde er an der Filmhochschule der New York University angenommen. Währenddessen verbrachte er viele Jahre am Broadway und spielte kleinere Rollen in The King and I, Peter Pan und der US-Premiere von Simon Grays Close of Play.
Nach seinem Abschluss an der New York University zog er zusammen mit seinem Freund Tom Stern nach Hollywood, wo die beiden eine Reihe von Kurzfilmen und Musikvideos schrieben und auch in diesen auch Regie führten. Winter fand wieder Arbeit als Schauspieler und erhielt größere Rollen in den Filmen The Lost Boys und Rosalie Goes Shopping. 1989 bekam er internationale Bekanntheit, als er zusammen mit Keanu Reeves in der Komödie Bill & Teds verrückte Reise durch die Zeit und deren 1991 erschienene Fortsetzung Bill & Ted’s verrückte Reise in die Zukunft die beiden Hauptrollen verkörperte.

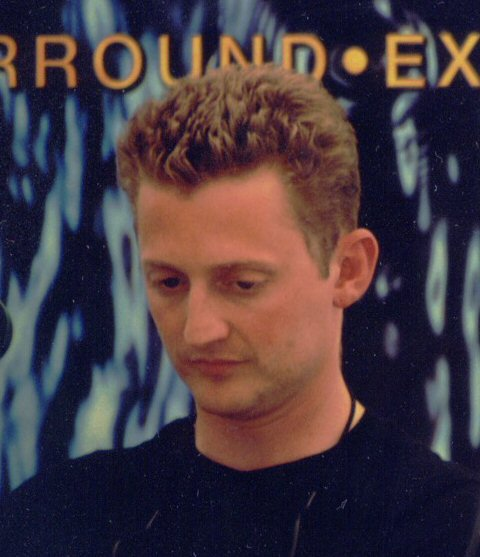
Alex Winter (1999)

Nach diesen Erfolgen wurden Winter und seine kreativen Mitarbeiter Tom Stern und Tim Burns angestellt, um eine Sketch-Comedy-Show für MTV zu entwickeln. Das Ergebnis war die 1991 erschienene Serie The Idiot Box, welche für den Sender ein Erfolg war, aber wegen Finanzproblemen nach sechs Episoden eingestellt werden musste. Winter, Stern und Burns akzeptierten einen 12-Millionen-Dollar-Vertrag von 20th Century Fox, um ihren eigenen Film zu produzieren. Dieser erschien 1993 unter dem Titel Freaked. Durch viele positive Kritiken, unter anderem durch die The New York Times, wurde Freaked ein Kultfilm und wurde von Entertainment Weekly als einer der zehn besten Komödien der 1990er Jahre genannt.
Danach legte er eine Pause ein. Erst 1999 kehrte er ins Filmgeschäft zurück. Er führte Regie in dem Psycho-Thriller Fever. Der Film wurde weltweit auf Festivals, darunter in Cannes, aufgeführt.
Anschließend arbeitete Winter abwechselnd in Amerika und London. Er produzierte Musikvideos und Werbespots, so z. B. die Thelma-und-Louise-Kampagne für Peugeot, einige Kampagnen für Ford, eine für Kellogg’s Frosties und die durch Preise ausgezeichneten Spots für Supercuts und Google in den USA. 2020 veröffentlichte er die Dokumentation Zappa über den Sänger Frank Zappa. Sein Schaffen als Regisseur umfasst rund drei Dutzend Produktionen.
Nach 14 Jahren Pause kehrte Winter 2007 auch als Schauspieler wieder auf die Leinwand zurück. Er spielte eine Gastrolle in Bones – Die Knochenjägerin. 2007 arbeitete er als Synchronsprecher für King Mole Man in Saul of the Molemen, welche von seinem langjährigen Freund Tom Stern produziert wurde und bei Adult Swim in Amerika aufgeführt wurde.
Außerdem spielte er eine Nebenrolle in dem 2013 erschienenen Thriller Grand Piano neben John Cusack und Elijah Wood. 2020 war er neben Keanu Reeves in Bill & Ted retten das Universum zu sehen, der zweiten Fortsetzung von Bill & Teds verrückte Reise durch die Zeit.

## Filmografie (Auswahl)

### Als Schauspieler
- 1985: Death Wish III – Der Rächer von New York (Death Wish III)
- 1987: The Lost Boys
- 1988: Schwarzer Sommer (Haunted Summer)
- 1989: Bill & Teds verrückte Reise durch die Zeit (Bill & Ted’s Excellent Adventure)
- 1989: Rosalie Goes Shopping
- 1990: Bill & Ted’s Excellent Adventures (Fernsehserie, Stimme)
- 1991: Bill & Ted’s verrückte Reise in die Zukunft (Bill & Ted’s Bogus Journey)
- 1991: The Idiot Box
- 1993: Freaks (Freaked)
- 2007: Bones – Die Knochenjägerin (Bones, Fernsehserie, Folge: „The Girl in the Gator“)
- 2007: Saul of the Molemen (Fernsehserie, Stimme)
- 2007: Ben 10
- 2013: Grand Piano
- 2020: Bill & Ted retten das Universum (Bill & Ted Face the Music)

### Als Autor und Regisseur
- 1991: The Idiot Box
- 1993: Freaked
- 1999: Fever
- 2007: Ben 10 – Wettlauf gegen die Zeit (Ben 10: Race Against Time)
- 2008: We’re Here to Help
- 2013: Downloaded
- 2015: Deep Web

### Als Regisseur
- 2007: Ben 10 – Wettlauf gegen die Zeit (Ben 10: Race Against Time)
- 2015: Smosh: The Movie
- 2020: Zappa